# Bal Taschchit
Bal Taschchit (hebräisch בל תשחית bal tashḥit „Vernichte nicht!“) ist ein Grundsatz jüdischer Umweltethik.

## Tanach
Im Rahmen der Kriegsgesetze des Deuteronomiums ist es verboten, bei der Belagerung einer feindlichen Stadt die Obstbäume vor der Stadt zu zerstören. Nur die nicht fruchttragenden Bäume dürfen für militärische Zwecke gefällt werden (Dtn 20,19–20 ). Die Formulierung lautet im Bibeltext hebräisch לא־תשחית loʾ-tashḥit, woraus in der rabbinischen Literatur mit anderer Verneinungspartikel bal tashḥit wurde; ein sachlicher Unterschied besteht aber nicht.
Für dieses Verbot wird in V. 19 eine Begründung gegeben, deren hebräischer Text verschieden interpretiert werden kann. Viele Übersetzungen orientieren sich an Raschi, der diesen Satz als rhetorische Frage verstand:  „Ist etwa der Baum auf dem Feld ein Mensch, dass er vor dir in die Stadt fliehen und Hunger und Durst leiden könnte wie die Feinde, die von dir belagert werden?“ Offensichtlich nicht. Dann ist es nicht nötig, den Baum wie einen menschlichen Feind anzugreifen. Der Obstbaum soll nicht Ziel sinnloser menschlicher Aggression werden.
Abraham ibn Esra kritisierte Raschis Interpretation und schlug folgendes Textverständnis vor: Da die Früchte als Lebensmittel benötigt werden, steht der Obstbaum quasi für das menschliche Leben –  „denn Mensch ist der Baum des Feldes, das heißt: unser Überleben als Menschen hängt von den Bäumen ab.“ Wer Obstbäume zerstört, vernichtet lebensnotwendige Ressourcen. In dieser Auslegungstradition übersetzte Samson Raphael Hirsch: „Denn die Menschenexistenz ist der Baum des Feldes.“

## Rabbinische Literatur
„In der halachischen Weiterführung wurde dieses Verbot dahingehend ausgeweitet, dass grundsätzlich keine sinnlose Vernichtung und Verschwendung von Ressourcen erlaubt ist“. In der rabbinischen Literatur stehen sich eine minimalistische und eine maximalistische Auslegung gegenüber. Die minimalistische Deutung interpretiert Bal Taschchit in utilitaristischer Weise als Verbot, irgendetwas zu verschwenden, was dem Menschen nützt, seien es natürliche Ressourcen, vom Menschen geschaffene Objekte oder die eigene Gesundheit. Beispielsweise können selbstschädigende Ernährungsgewohnheiten mit Berufung auf das halachische Prinzip Bal Taschchit verboten werden. Die maximalistische Auslegung erkennt die Schutzbedürftigkeit der Natur an und sucht sie mit ökonomischen Interessen des Menschen auszugleichen.

## Moderne ethische Entwürfe
Samson Raphael Hirsch, der unter den jüdisch-orthodoxen Autoren eine sehr umfassende Konzeption von Bal Taschchit hatte, behandelte das Thema in seinem Hauptwerk Chorev (1889) unter dem Titel: „Achtung der Wesen als Gottes Eigentum“. Unter den Autoren des 20. Jahrhunderts ist Arthur Waskow zu nennen, der Bal Taschchit so erläutert: „Der Mensch hat die Verantwortung für die Zerstörung … von allem, was für die Menschheit potentiell von Nutzen sein könnte. Selbst ein Teil des göttlichen Schöpfungsplans, ist der Mensch verpflichtet, seine belebten und unbelebten Gegenüber in der Welt mit Respekt zu behandeln.“